# NGC 3749

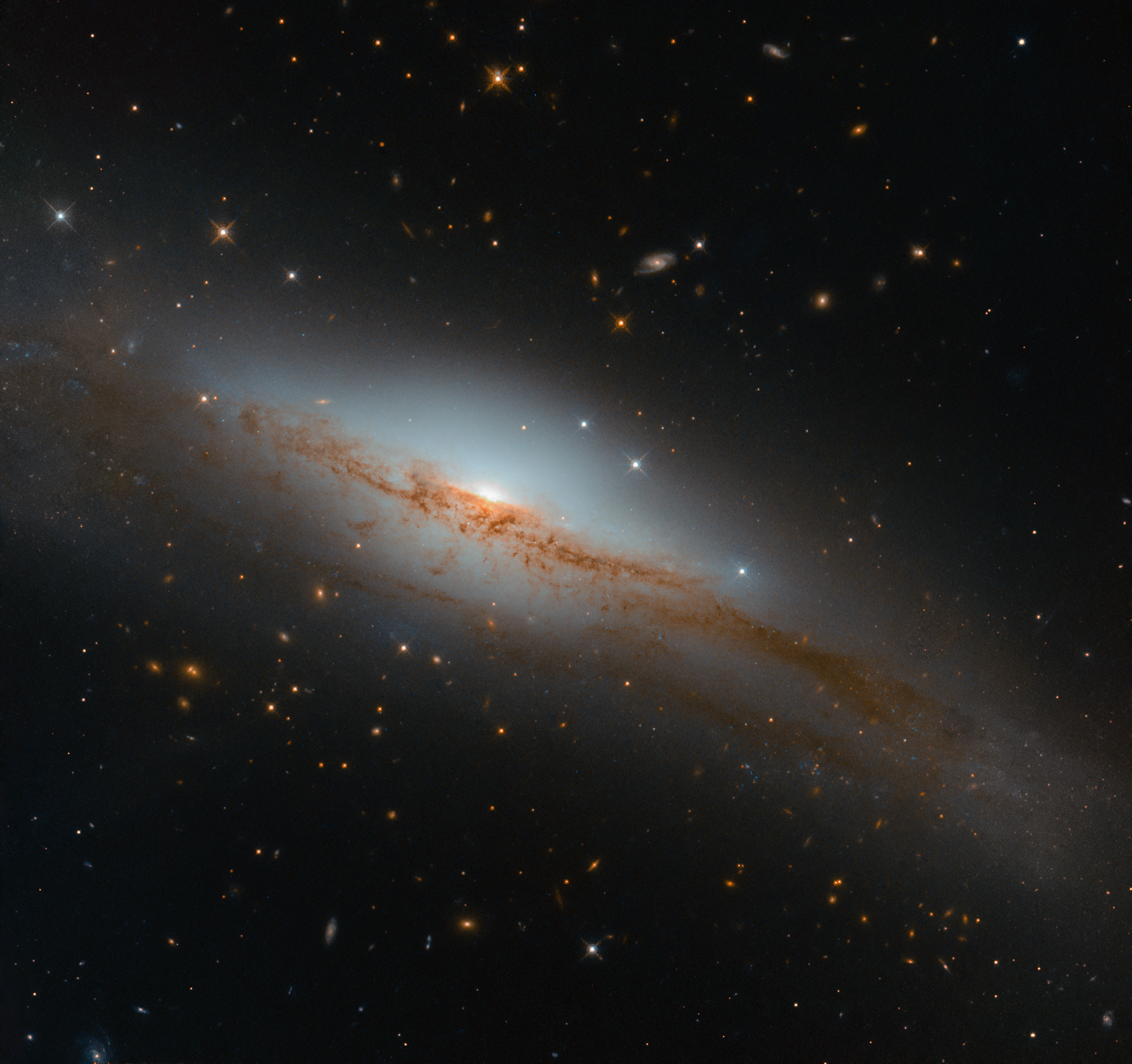
NGC 3749 par le télescope spatial Hubble.

NGC 3749 est une très vaste galaxie spirale vue par la tranche et située dans la constellation du Centaure. NGC 3749 a été découverte par l'astronome britannique John Herschel en 1835.

## Caractéristiques
La classe de luminosité de NGC 3749 est I et elle présente une large raie HI. Elle renferme également des régions d'hydrogène ionisé.

### Distance
Sa vitesse par rapport au fond diffus cosmologique est de 3 018 ± 26 km/s, ce qui correspond à une distance de Hubble de 44,5 ± 3,1 Mpc (∼145 millions d'al).
À ce jour, trois mesures non basées sur le décalage vers le rouge (redshift) donnent une distance de 41,833 ± 1,595 Mpc (∼136 millions d'al), ce qui est à l'intérieur des valeurs de la distance de Hubble.

### Brillance de surface
En raison d'une brillance de surface égale à 14,06 mag/am2, on peut qualifier NGC 3749 de galaxie à faible brillance de surface (LSB en anglais pour low surface brightness). Les galaxies LSB sont des galaxies diffuses (D) avec une brillance de surface inférieure de moins d'une magnitude à celle du ciel nocturne ambiant.

## Paire de galaxies
NGC 3749 et NGC 3742 forment une paire de galaxies.